# Viola Myers
Viola Myers   (Toronto, 29 de juny de 1927 - Toronto, 15 de novembre de 1993), posteriorment Richardson, va ser una atleta canadenca, especialista en curses de velocitat, que va competir durant la dècada de 1940.
El 1948 va prendre part en els Jocs Olímpics de Londres, on va disputar dues proves del programa d'atletisme. Va guanyar la medalla de bronze en la prova del 4x100 metres formant equip amb Nancy MacKay, Diane Foster i Patricia Jones, mentre en els 100 metres finalitzà en quarta posició.
El 1948 va establir el rècord canadenc dels 60 metres, el qual fou vigent fins a 1973. El 2011 fou inclosa a l'Athletics Ontario Hall of Fame.

## Millors marques
- 100 metres. 12,2" (1948)
- 200 metres. 25,7" (1949)[1][2]